# Wiktor Kostyrko
Wiktor Iwanowicz Kostyrko, cyr. Виктор Иванович Костырко (ur. 24 maja 1948 w Tyraspolu) – burmistrz Tyraspolu (1999–2012) stolicy Republiki Naddniestrzańskiej. Jest politycznym sojusznikiem Igora Smirnowa. Posiada obywatelstwo Naddniestrza.